# Wohnhaus Schnoor 39
Das Wohnhaus Schnoor 39 befindet sich in Bremen, Stadtteil Mitte im  Schnoorviertel, Schnoor 39 Ecke Spiekerbartstraße. Es entstand 1631 und 1959.

Das Gebäude steht seit 1973 unter Bremer Denkmalschutz.

## Geschichte

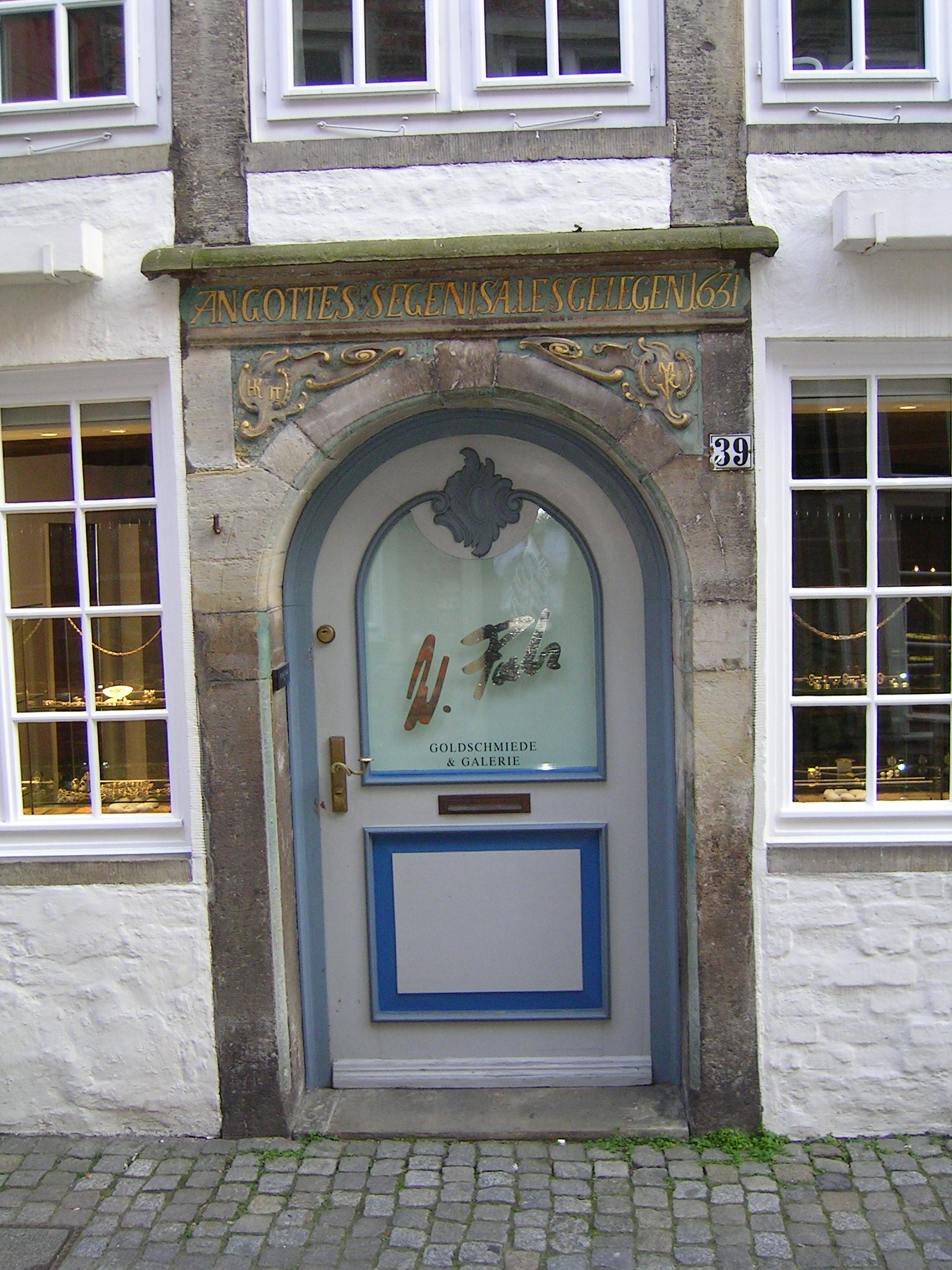
Schnoor 39: Portal

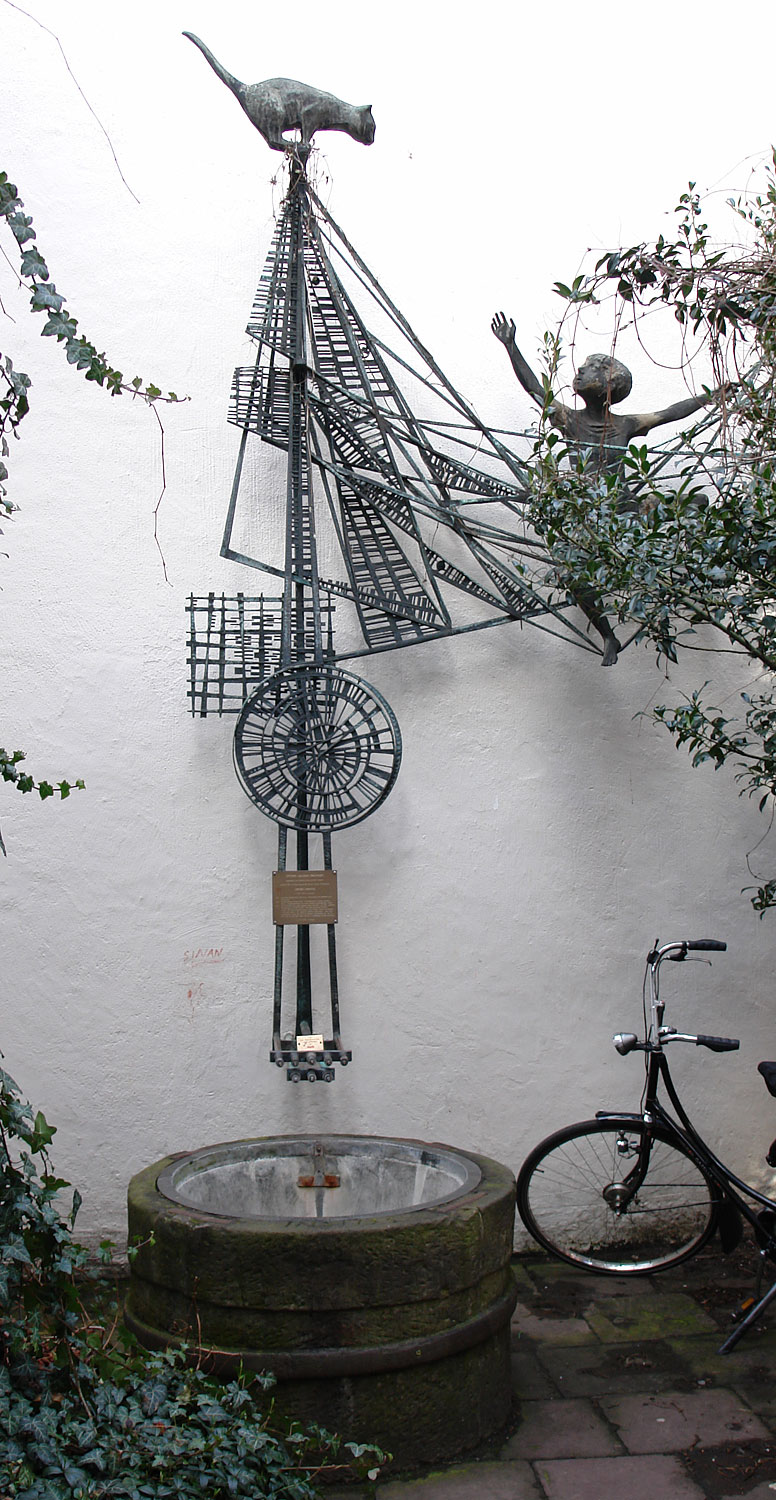
Ottjen-Alldag-Brunnen

Die ursprüngliche Bevölkerung des Schnoors bestand überwiegend aus Flussfischern und Schiffern. In der Epoche des Klassizismus und des Historismus entstanden von um 1800 bis 1890 die meisten oft kleinen Gebäude. Im weiteren Verlauf wurde es zum Arme-Leute-Viertel, das in weiten Bereichen verfiel – vor allem nach dem Zweiten Weltkrieg.
1959 wurde von der Stadt ein Ortsstatut zum Schutz der erhaltenswerten Bausubstanz beschlossen. Die Häuser wurden dokumentiert und viele seit den 1970er Jahren unter Denkmalschutz gestellt. Ab den 1960er Jahren fanden mit Unterstützung der Stadt Sanierungen, Lückenschließungen und Umbauten im Schnoor statt.
Das zweigeschossige, geputzte Giebelhaus mit einem Satteldach wurde 1631 in der Epoche der Renaissance gebaut. Bemerkenswert ist das schöne Portal mit der Inschrift: „AN GOTTES SEGEN IS ALES GELEGEN 1631“. Hier wohnte u. a. 1860 ein Schneidermeister und 1904 ein Arbeiter. Nach Beschädigungen im Zweiten Weltkrieg erfolgte 1959 ein Umbau und die Sanierung des Hauses.
 
1964 entstand neben dem Haus der Ottjen-Alldag-Brunnen vom Bremer Bildhauer Claus Homfeld. Der Brunnen stammt von 1733 und stand früher auf einem Bauernhof in Lankenau bei Bremen. Er wurde um die Ottjen-Alldag-Plastik ergänzt.
In dem Haus war früher ein Juwelier, dann eine Galerie.
Heute (2018) wird das Haus seit 2015 durch einen Laden (Fette Beute), Büros, Schmuckatelier und zum Wohnen genutzt. 
Der niederdeutsche Straßenname Schnoor (Snoor) bedeutet Schnur: Hier stehen die Häuser wie an einer Schnur aufgereiht. Der Name kam aber durch das Schiffshandwerk und der Herstellung von Seilen und Taue (= Schnur). 